# DOA (Autor)
DOA (* 1968 in Lyon) ist das Pseudonym eines französischen Krimi-Schriftstellers und Drehbuchautors. Sein nom de plume bezieht sich auf Rudolph Matés amerikanischen Film noir D.O.A. (Opfer der Unterwelt) aus dem Jahr 1950.

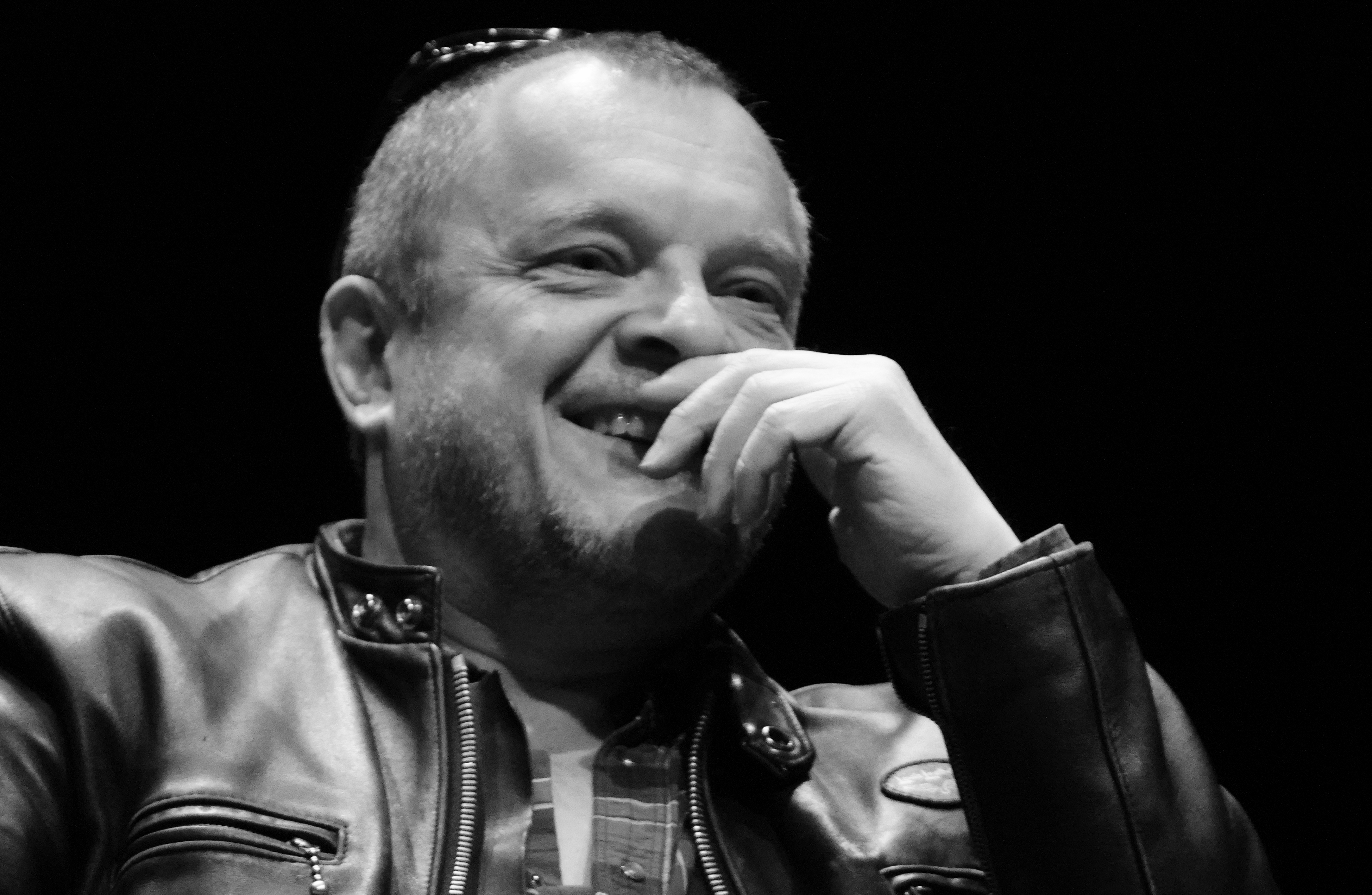
"le livre à Metz", 2023.

## Leben und Werk
DOA ist ein Vertreter des Roman noir, der sich stilistisch an den amerikanischen Hardboiled-Roman anlehnt, inhaltlich jedoch politischer und gesellschaftskritischer ausgerichtet ist. Als einziger Autor hat DOA bisher zwei Mal den Grand prix de littérature policière erhalten, 2007 für seinen Roman Citoyens clandestins und 2011 zusammen mit Dominique Manotti für den gemeinsam geschriebenen Roman Die ehrenwerte Gesellschaft.

## Veröffentlichungen
Romane
- 2004 Les Fous d'avril, Fleuve noir, Paris
- 2004 La Ligne de sang, Fleuve noir, Paris
- 2007 Citoyens clandestins, Gallimard, Paris
- 2009 Le Serpent aux mille coupures, Gallimard, Paris
- 2011 L'Honorable Société, mit Dominique Manotti, Gallimard, Paris
- Dominique Manotti und DOA: Die ehrenwerte Gesellschaft. Assoziation A, Berlin/Hamburg 2012, ISBN 978-3-86241-419-2 (französisch: L'honorable société, 2011. Übersetzt von Barbara Heber-Schärer).
- 2015 Pukhtu primo, Gallimard, Paris

Erzählungen
- 2010 Bonne année, K., in Télérama, 2. Januar 2010.

## Auszeichnungen
- 2007 Grand prix de littérature policière für Citoyens clandestins
- 2011 Grand prix de littérature policière für L'Honorable Société
- 2016 Prix Mystère de la critique für Pukhtu : Primo